# Poro (eiland)
Poro is een eiland in de Filipijnen. Het eiland is een van de Camotes-eilanden in de Visayas in de Camoteszee. Bij de census van 2015 telde het eiland ruim 36,5 duizend inwoners.

## Topografie
Het eiland is een van de vier eilanden van de Camotes-eilanden, midden in de Camoteszee ten noorden van Bohol, ten oosten van Cebu en ten zuiden en oosten van Leyte. Het eiland is van het Westen naar het Oosten ongeveer 11 km breed en van het Noorden naar het Zuiden bijna 10 km lang. De oppervlakte van het eiland bedraagt 96,6 km².

## Bestuurlijke indeling
Op het eiland Poro liggen twee gemeenten. Het westen van het eiland behoort tot de gelijknamige gemeente Poro en in het oosten ligt Tudela. Het eiland behoort, net als de rest van de Camotes-eilanden, tot de provincie Cebu. 